# Ярус (гірництво)
Ярус у гірничій справі — частина панелі, витягнута за простяганням і обмежена її межами, а за падінням і підняттям — транспортним і вентиляційним ярусними штреками. Похила висота Я. знаходиться в межах 100—400 м. Більші розміри відносяться до випадків, коли в ярусі за падінням міститься декілька лав, наприклад, при відробці спареними лавами або при поділенні ярусу на під'яруси.
Порядок відробки Я. у панелі за падінням може бути як низхідним (зверху вниз), так і висхідним (знизу вверх), а та-кож комбінованим. У значній більшості випадків застосовується низхідний порядок, що зумовлюється його перевагами, а також вимогами правил технічної експлуатації (див. поверх).
За простяганням значно частіше застосовується зворотний порядок відробки Я. внаслідок меншої довжини крила панелі у порівнянні з довжиною крила поверху (при одних і тих же розмірах шахтного поля за простяганням), що полегшує підготовку стовпів у ярусі.

## Ярус відвалу
ЯРУС ВІДВАЛУ — частина відвалу по висоті, що технологічно виділяється за умовою обмеження робочими параметрами відвального устаткування з метою підвищення стійкості всього чи частини відвалу. Див. відвал.